# Aglonas pagasts
Aglonas pagasts er en territorial enhed i Aglonas novads i Letland. Pagasten etableredes i 1936, havde 2.151 indbyggere i 2010 og omfatter et areal på 131,70 kvadratkilometer. Hovedbyen i pagasten er Aglona.